# Ali Lamine Zeine
Ali Mahaman Lamine Zeine est un homme politique et un économiste nigérien né en 1965 à Zinder. 
Le 7 août 2023, il est nommé Premier ministre du Niger par les nouvelles autorités au pouvoir depuis le coup d'État.

## Biographie

### Origines et débuts
Ali Lamine Zeine est né en 1965 à Zinder, au sud du Niger, deuxième ville du pays, dans le département de Mirriah  appartient à la communauté Toubou
Diplômé de l'École nationale d'administration (ENA) de Niamey, il est aussi diplômé du Centre d'études financières, économiques et bancaires de Marseille et Paris-I.

### Carrière politique

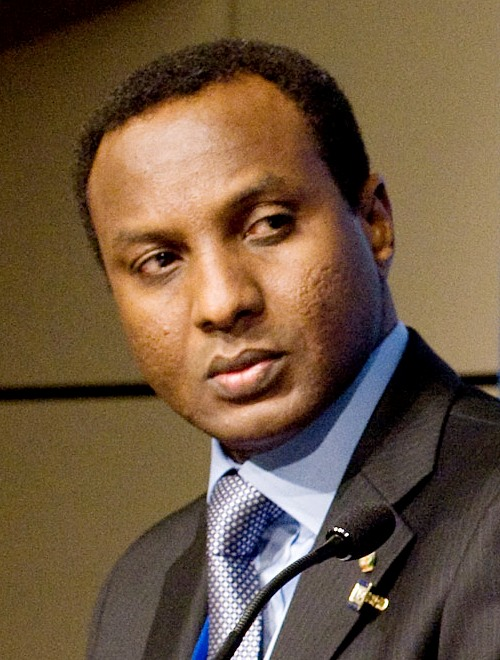
Ali Lamine Zeine en 2008

Après avoir été directeur de cabinet du président Mamadou Tandja, Ali Lamine Zeine est nommé au gouvernement en tant que ministre de l'Économie et des Finances le 24 octobre 2003,.
Mamadou Tandja est évincé par un coup d'État militaire le 18 février 2010 et son gouvernement est dissous. Ali Lamine Zeine, l'un des principaux collaborateurs de Tandja, est l'un des trois ministres qui n'est pas rapidement libéré de sa résidence surveillée dans les jours qui suivent le coup d'État. Selon le colonel Djibrilla Hima Hamidou, l'un des chefs de la junte, les ministres « encore sous surveillance » auraient détenu des « portefeuilles très sensibles » et il était donc nécessaire « d'assurer leur sécurité ». Le Mouvement national pour la société de développement (MNSD-Nassara) demande la libération de Zeine, Tandja et des autres.
Ali Lamine Zeine a également été représentant résident de la Banque africaine de développement au Tchad, en Côte d'Ivoire et au Gabon.
Le 7 août 2023, il est nommé Premier ministre par la junte militaire au pouvoir depuis le 26 juillet précédent en remplacement d'Ouhoumoudou Mahamadou,,. Il forme son gouvernement le 9 août.